# ڤاهان تلبيان
ڤاهان تلبيان (1963 - 2024) رسام ونحات ومصمم زخرفي مصري، ولد في عام 1963م لعائلة أرمنية مصرية، درس الفن أكاديميا في كلية التربية الفنية بجامعة حلوان. وكانت خطوته الأولى نحو طريقه الفريد في عالم الفن في سن 17 عاما إذ بدأ الرسم في صحيفة "Le Progrès Egyptien" اليومية، كرسام أسبوعي، بتوجيه من فنانين مصريين كبار.

## حياته
ولد في 20 أكتوبر 1963، وحصل على بكالوريوس تربية فنية تخصص نحت من جامعة حلوان عام 1988، وهو عضو نقابة الفنانين التشكيليين.

## مسيرته الفنية
يعد رائدًا في بناء التكوينات باستخدام الصخور الاصطناعية، عمل على تصميم وبناء وتزيين جبل الصخور الاصطناعية ونوافير المياه في مدينة "دريم لاند" عام 1997، والتي كانت خطوته الأولى لدخول مجال تنفيذ المناظر الطبيعية الداخلية والخارجية ومجال وحدات الإضاءة بجانب الديكور.

## قائمة أعماله
خان لاجونا 2007 – شرم الشيخ
تصميم وتنفيذ عدد أربع أعمال فنية باستخدام الحديد الخردة ودمجه مع خامات أخرى متنوعة لبناء تكوينات تعبر عن الخفة والحرية.
ميادين منطقة النبق 2007 – شرم الشيخ
تصميم وتنفيذ عدد ثلاث أعمال فنية ميدانية مستخدما حديد وخامات أخرى للتعبير عن حالات إنسانية متنوعة منها الصلاة والحرية والعمل "تناول فيها فئة العمال."
مدخل منطقة نبق الرئيسي 2008  – شرم الشيخ
عند مدخل نبق شرم الشيخ، إذ ابتكر فاهان قطعه الفنية، والتي تمثل استقبال البشر في هذا المكان باختلاف معتقداتهم وطرق تأملاتهم.
كذلك شارك في العديد من المعارض الجماعية بلوحاته ومنحوتاته وحصل على العديد من الجوائز، منها:
سمبوزيوم أسوان الدولي للنحت
شارك تلبيان مرتين في سيمبوزيوم أسوان الدولي للنحت الذي امتد لأكثر من شهرين خلال دورتي عام 1998 وعام 1999، وهو مهرجان يقام سنويًا في مصر، على تلة تطل على أساطير حوض النيل، متصلا ب "المتحف النوبي"، الذي يشتهر بكنوزه النحتية الفرعونية المذهلة.
التكوينات المضيئة 2011
صمم أهرام مضيئة صغيرة لتزيين ممرات فندق ومنتجع بريما لايف.
الريح 2015
قطعة فنية تقع على مرسى علم مباشرة على البحر، على مساحة 30 × 70 مترًا، مصنوعة من الخشب المعاد تدويره، وهي مصممة لإصدار أصوات مع الريح.
الموسيقى التي تعالج الضمير 2019
شارك ڤاهان في أول منتدى للحديد الخردة بمدينة مرسى مطروح، الذي نُفذ من قبل الهيئة العامة للقصور الثقافية في قصر مطروح الثقافي في نوفمبر 2019.
أختيرت مدينة مطروح لعقد المنتدى، بسبب ارتباط فن نحت الحديد الخردة ببقايا الحرب العالمية الثانية، خاصة وجود كمية كبيرة من بقايا الأسلحة، مما دفع الفنانين إلى استخدام هذه البقايا المعدنية لإنتاج أعمال فنية تعبر عن مشكلات الحرب.
يتكون عمله الفني "الموسيقى التي تعالج الضمير" من الحديد الخردة، وهو تكوين أنابيب معدنية طويلة مكدسة جنبًا إلى جنب كما لو كانت زخارف محفورة. عندما يمر الهواء عبر هذه الأنابيب، فإنه يخلق صوتًا مثل الجرس الموسيقي الذي يسعد الأذنين.
كذلك يستعرض عوامل الوقت والحياة وتأثيرها علينا ومدى اختبار ذاكرتنا تجاه كل شيء كنا مفتونين به ومحبين له منذ زمن طويل، وتأثير عوامل الوقت في تأكيد هذا الحب وأصالته أو محوه من الذاكرة.
معرض الأب والابن 2021
يستكشف المعرض العلاقة المعقدة بين الأب وابنه عبر سلسلة من الأعمال الفنية التي نظمها كيان فاهان تلبيان الابن – جاليري بيكاسو 2021.
طفاية حريق 2021
تم عرض فيلم قصير من أداء فاهان تلبيان في صالون الفن المعاصر الأول - قصر الفنون - دار أوبرا القاهرة.

## المعارض
- معرض بجاليري كايرو برلين تصوير + نحت 1992.
- معرض بمجمع الفنون بالزمالك للتصوير ـ نحت بارز ـ تشكيل إنشائي 1995.
- معرض بمجمع الفنون بالزمالك 1999.
- اشترك في عدة معارض محلية جماعية منذ عام 1983حتى الآن، منها:
- المعرض القومى للفنون التشكيلية الدورة (25) 1997.
- صالون الشباب السادس 1994، الثامن 1996، التاسع 1997، العاشر 1998.
- معرض نور الشكل الدورة الثالثة بقصر الفنون - مايو 2017.
- صالون النحت الثاني بقصر الفنون سبتمبر 2018.
- معرض (الفن التشكيلي المصري السوداني) بمركز رامتان الثقافي بمتحف طه حسين نوفمبر 2019.
- صالون الأعمال الفنية الصغيرة الرابع 2000.
-دمج الفن في الحياة أبريل 2024.
- السمبوزيوم السريالى الدولي ببيت الفنانين «للعمارة والتنمية المستدامة».
-معرض (الأرمن في مـصر) بمركز «محمود سعيد للمتاحف» في الإسكندرية.
-معرض (أجندة) بمكتبة الإسكندرية.
-المعرض العام ٤٥  (من الدهشة.. إلى الفن) قطاع الفنون التشكيلية - وزارة الثقافة.
المعارض الجماعية الدولية/المعارض الخارجية
- سمبوزيوم النحت الدولي الرابع بأسوان 1999.
-معرض الفن التشكيلي المصري المعاصر في أرمينيا 2000 – شارك كقومسير.
- بينالي القاهرة الدولي الخامس للخزف 2000.
- بينالي القاهرة الدولي الثامن 2000.
- معرض "شيء آخر بالقلعة" ديسمبر 2023.

## وفاته
توفي في 17 أكتوبر 2024 عن عمر يناهز الستين، ونعته وزارة الثقافة في بيان رسمي.

## الجوائز
- جائزة صالون الشباب السادس 1994.
- جائزة ثانية صالون الشباب التاسع 1997.[17]